# جون فرانكلين كارتر
جون فرانكلين كارتر (بالإنجليزية: John Franklin Carter)‏ (27 أبريل 1897، فول ريفر في الولايات المتحدة - 28 نوفمبر 1967، واشنطن العاصمة في الولايات المتحدة)؛ صحفي، كاتب وروائي أمريكي.